# Operatore socio-assistenziale
L’operatore socio-assistenziale (in acronimo "OSA") è una figura professionale prevista in Italia. 
La formazione, a cura delle regioni, risulta disomogeneea, avendo i corsi di formazione una durata variabile dalle 300 alle 900 ore. Successivamente  alla riforma ter del Servizio Sanitario nazionale alla emanazione della legge quadro per i servizi sociali si è sentita la necessità di definire il profilo e l'ordinamento didattico di una nuova figura che operasse in ambito socio-sanitario, che potesse sostituire i precedenti profili di Operatore Tecnico dell'Assistenza (OTA) e di Operatore Socio-Assistenziale (OSA). 
Tale nuova figura, l'Operatore Socio-Sanitario (OSS), definita per mezzo della Conferenza Stato-Regioni con l'accordo del 22 febbraio 2001 ("Accordo tra il Ministero della Sanità, il Ministero per la solidarietà sociale, le Regioni e le province autonome di Trento e Bolzano")  è quindi subentrata ai "vecchi" profili di OTA e OSA che sono oggi ad esaurimento.

## Caratteristiche
Nella tassonomia Istat delle "Professioni qualificate nei servizi sanitari" si legge "Ausiliario di assistenza per anziani" o "Ausiliario socio-assistenziale" che non va confuso con l'"Operatore Tecnico addetto all'Assistenza" né con l'operatore socio sanitario che è riferita a un "profilo", mentre quella di ausiliare è riferita ad una "qualifica".
Lavora nel campo dell'assistenza di persone non autosufficienti, ad esempio in case di riposo, comunità alloggio per minori con disabilità e per tossicodipendenti, centri diurni per anziani, asili nido e scuole dell'infanzia.
La figura, in forza di una specifica formazione, basandosi sulla capacità di relazionarsi correttamente, attua un intervento diretto con l'utente (individuo, nucleo familiare o gruppo di pari) al fine di recuperare quelle risorse necessarie all'acquisto di una propria autonomia in supporto della vita quotidiana. Inoltre svolge servizi di assistenza domiciliare ad anziani, portatori di handicap o nuclei familiari in difficoltà.

## Formazione e competenze
In Italia l'impiego dell'ausiliare socio assistenziale è demandato sia agli enti pubblici che a quelli privati, di tipo parificato, che tramite un tirocinio, svolto durante uno dei corsi di formazione tenuti presso l'ente, è accettato come referenza dal datore di lavoro. Negli enti pubblici, al contrario, è accettato solo previo concorso e solo se si dimostra di aver seguito un corso svolto presso gli enti locali e a determinate condizioni.
Obiettivi fondamentali dell'attività dell'ausiliario socio-assistenziale sono:
1. mantenere e/o recuperare il benessere psicofisico dell'utente;
2. evitare o comunque ridurre i rischi di isolamento e di emarginazione;
3. supplire alle carenze di autonomia dell'utente nelle sue funzioni personali essenziali, igienico-sanitarie e relazionali attraverso interventi sia propri sia coordinati ed integrati con quelli di altri operatori (ad esempio assistenti sociali, educatori, personale sanitario, amministrativi.)

## Normativa di riferimento
- D.M. Interno 09.05.1982 Rapporto della Commissione Nazionale di Studio per la definizione dei profili professionali e dei requisiti di formazione degli operatori sociali.
- Proposta di legge Martinazzoli 14.03.1986 n. 1742.
- Ordine di servizio degli operatori di assistenza agli alunni disabili del Comune di Parma emanato il 22.03.1995 n. 188.
- Accordo 31.03.1999 Contratto collettivo nazionale di lavoro relativo alla revisione del sistema di classificazione del personale del comparto delle “Regioni-Autonomie locali”
- Delibera C.R. 23.11.2005 n. 1177 pubblicata nel B.U. Abruzzo 21.12.2005 n. 140.
- Delibera Consiglio Regionale 01.08.2006 n. 171 Allegato 3 pubblicata nel B.U. Basilicata 22.08.2006 n. 51.